# The Priests (film)
Pour le groupe de musique, voir The Priests.
Série
Dark Nuns
(2025)
Pour plus de détails, voir Fiche technique et Distribution.
The Priests (hangeul : 검은 사제들 ; hanja : 검은 司祭들 ; RR : Geomeun sajedeul ; MR : Kŏmŭn sajedŭl ; litt. « prêtres noirs ») est un film sud-coréen réalisé par Jang Jae-hyeon et sorti en 2015.
Il a pour suite dérivée Dark Nuns (검은 수녀들) de Kwon Hyeok-jae.

## Synopsis
Deux prêtres essaient de sauver une jeune fille attaquée par un esprit maléfique.

## Fiche technique
- Titre original : 검은 사제들
- Titre international : The Priests
- Réalisation et scénario : Jang Jae-hyeon
- Musique : Kim Tae-seong
- Photographie : Go Nak-seon
- Montage : Shin Min-kyeong
- Production : Lee Yoo-jin
- Société de production : Zip Cinema
- Société de distribution : CJ Entertainment
- Pays de production :  Corée du Sud
- Langue originale : coréen
- Format : couleur
- Genre : thriller
- Durée : 103 minutes
- Date de sortie :
  - Corée du Sud : 5 novembre 2015

## Distribution
- Kim Yoon-seok : père Kim
- Gang Dong-won : le diacre Choi
- Kim Byeong-ok (en) : le professeur Park
- Son Jong-hak : Monseigneur
- Lee Jung-yeol : le père de Young-shin
- Kim Eui-sung : le doyen
- Lee Ho-jae : père Jeong
- Nam Moon-cheol : Park
- Park So-dam : Yeong-shin
- Cho Soo-hyang : Agnes

## Box-office
Le film a rapporté 36,9 millions de dollars au box-office.